# 핫케이지마섬

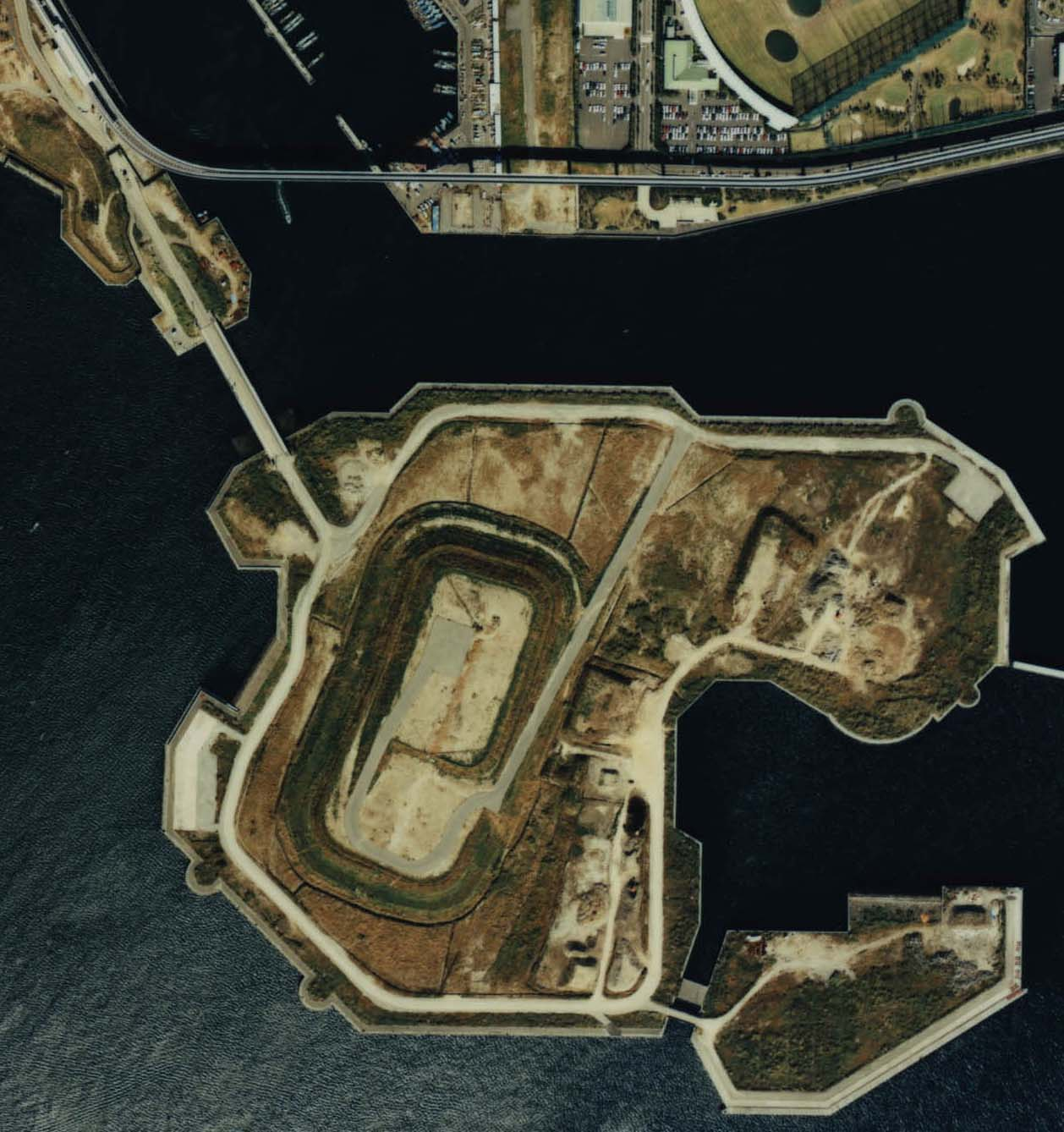
핫케이지마섬

핫케이지마섬(八景島 핫케이지마[*])은 가나가와현 요코하마시 가나자와구에 위치한 인공섬으로, 면적은 약 240,000 평방 미터이다. 섬 전체가 요코하마 항만 계획에 의한 후생 시설이 있으며, 요코하마 핫케이지마시 파라다이스, 부두, 녹지 등이 정비되어 시민을 위한 휴식 공간 역할을 하고 있다.